# Aleksandr Tretiakov (corredor de tobogan)
|  | Per a altres significats, vegeu «Aleksandr Tretiakov». |

Aleksandr Vladímirovitx Tretiakov (en rus: Александр Владимирович Третьяков) (Krasnoiarsk, Rússia 1985) és un esportista rus, especialista en esports d'hivern i guanyador de dues medalles olímpiques.

## Biografia
Va néixer el 19 d'abril de 1985 a la ciutat de Krasnoiarsk, capital del krai de Krasnoiarsk, que en aquells moments formava part de la República Socialista Federada Soviètica de Rússia (Unió Soviètica) i que avui dia forma part de Rússia.

## Carrera esportiva
Especialista en tobogan, als 20 anys va participar en els Jocs Olímpics d'Hivern de 2006 realitzats a Torí (Itàlia), on va finalitzar quinzè en la prova masculina de tobogan. En els Jocs Olímpics d'Hivern de 2010 realitzats a Vancouver (Canadà) va aconseguir guanyar la medalla de bronze en aquesta prova, un metall que es transformà en or en els Jocs Olímpics d'Hivern de 2014 realitzats a Sotxi (Rússia). Al llarg de la seva carrera ha guanyat tres medalles en el Campionat del Món de tobogan, una d'elles d'or.
L'any 2017 es va saber que Tretiakov havia donat positiu en un control antidopatge va ser desposseït pel COI de la medalla d'or d'skeleton de 2014. Aquest cas va englobar-se dintre de la coneguda Comissió Oswald. Però, en 2018 el Tribunal d'Arbitratge Esportiu (CAS) va aixecar la sanció i retornar la medalla al rus.